# Kauniainen
Kauniainen là một thị xã và đô thị có dân số 8649 người (31/1/2011) ở vùng đô thị Helsinki, Phần Lan, một vùng đô thị có Helsinki là trung tâm và bao gồm cả các thành phố lân cận Espoo, Vantaa và Kauniainen, gọi chung là Vùng thủ đô. với dân số 997.291 người.
Thị xã này bị bao quanh bởi Espoo. Kauniainen đã được lập bởi một công ty vào năm 1906, AB Grankulla.